# Alexei Michailowitsch Tscherjomuchin
Alexei Michailowitsch Tscherjomuchin (russisch Алексей Михайлович Черёмухин; * 18. Maijul. / 30. Mai 1895greg. in Moskau; † 19. August 1958 in Palanga, Litauische SSR) war ein sowjetischer Flugzeugkonstrukteur.

## Leben
Tscherjomuchin wurde während des Ersten Weltkrieges an der Fliegerschule in Katschinsk zum Piloten ausgebildet und an die Front versetzt, wo er für seine Verdienste mit dem Georgskreuz ausgezeichnet wurde. Nach der Oktoberrevolution und dem daraus resultierenden Kriegsende wurde er 1918 einer der ersten Mitarbeiter des im selben Jahr gegründeten Aerohydrodynamischen Instituts (ZAGI). Tscherjomuchin war an den ersten Flugzeugkonstruktionen der jungen Sowjetrepublik beteiligt. So war er Mitglied der Kommission für schwere Flugzeuge (KOMTA), die Anfang der 1920er Jahre ein gleichnamiges Flugzeug entwarf und an der Konstruktion des ersten sowjetischen Passagierflugzeuges, der AK-1, beteiligt. Im gleichen Zeitraum begann er ein Studium an der Technischen Hochschule in Moskau und schloss es 1923 ab.
Ab 1927 begann er sich gemeinsam mit Nikolai Kamow und Nikolai Skrschinski mit der Konstruktion von Hubschraubern zu befassen. 1930 gelang ihm schließlich in Zusammenarbeit mit Boris Jurjew der Bau des ersten sowjetischen Hubschraubers, des ZAGI 1-EA, den er auch selbst testete. Am 14. August 1932 stieg Tscherjomuchin mit dem 1-EA auf die Rekordhöhe von 600 Metern. Ebenfalls 1930 wurde innerhalb des ZAGI die Sonderabteilung OOK für die Entwicklung von Tragschraubern gegründet, in die Tscherjomuchin wechselte. Dort konstruierten er, Iwan Bratuchin und W. A. Kusnezow 1931 den ZAGI 2-EA. 1934 wurde Tscherjomuchin Professor und 1937 Doktor der technischen Wissenschaften.
1938 wechselte Tscherjomuchin innerhalb des ZAGI in die Abteilung von Andrei Tupolew, wo er bis zum Ende seiner Laufbahn tätig war und 1953 zum Stellvertreter des Generalkonstrukteurs ernannt wurde. Er war Autor mehrerer wissenschaftlicher Arbeiten, von denen einige 1969 als Sammelausgabe veröffentlicht wurden. Im Laufe seiner Karriere erhielt Tscherjomuchin neben weiteren Orden zweimal den Staatspreis (1949 und 1952), dreimal den Leninorden und einmal den Leninpreis (1957).